# 阿拉坦额莫勒镇
阿拉坦额莫勒镇，是中华人民共和国内蒙古自治区呼伦贝尔市新巴尔虎右旗下辖的一个乡镇级行政单位。

## 行政区划
阿拉坦额莫勒镇下辖以下地区：
贝尔社区、宝格德乌拉社区、克尔伦社区、呼伦社区、额尔敦乌拉社区、那日图嘎查、塔日根花嘎查委员会、西庙嘎查、东庙嘎查、希日塔拉嘎查、赛汗呼热嘎查委员会、海拉斯图嘎查委员会、山达嘎查委员会、巴音德日斯嘎查委员会、勃迪乌拉嘎查和巴音陶日木嘎查委员会。